# Adolf Tronier Funder
Adolf Tronier Funder (12. december 1884 i Spjellerup Sogn – 20. oktober 1964) var en dansk skuespiller.
Han var uddannet på Det kongelige Teaters elevskole og scenedebuterede i 1908 på Det kongelige Teater. Efterfølgende kom han til Aarhus Teater (1911), Odense Teater (1925-1926).
Han filmdebuterede i 1912 og medvirkede op igennem 1910'erne i mere end 30 stumfilm, hovedsageligt for Nordisk Film, men også enkelte for Kinografen og Filmfabrikken Skandinavien.
Efter skuespilskarrieren arbejdede han som grosserer i København. Han var fra 1909 gift med skuespillerinde Magda Vang Lauridsen (1887-1960) – ægteskabet opløst i 1912.

## Filmografi
| - Den sorte Drøm (instruktør Urban Gad; 1911) - Kærlighed og Venskab (instruktør Eduard Schnedler-Sørensen, 1912) - Dødsvarslet (som Pizarro, en æventyrer; instruktør Aage Brandt, 1912) - Operabranden (instruktør August Blom, 1912) - Det røde Rusland (ukendt instruktør, 1912) - Adrianopels Hemmelighed (instruktør Einar Zangenberg, 1913) - Dødsklippen (som Hotelejer Schmidt; instruktør Einar Zangenberg, 1913) - Guldmønten (instruktør August Blom, 1913) - Den røde Klub (som Fyrst Stanislaus; ukendt instruktør, 1914) - Fyrtaarnets Hemmelighed (som telegrafisten; ukendt instruktør, 1914) - Vasens Hemmelighed (som Volders, jæger; instruktør August Blom, 1914) - Tiger-Komtessen (som Grev Rudolf, grevindens søn; ukendt instruktør, 1914) - Forbandelsen (som Baron Ebersdorff; ukendt instruktør, 1914) - Statens Kurér (som Løjtnant Frank, kurér; instruktør Einar Zangenberg, 1915) - Det indiske Gudebillede (som Dick Jackson, politiinspektør; ukendt instruktør, 1915) - Den skønne Evelyn (som Hugo Hyde; instruktør A.W. Sandberg, 1916) - Viljeløs Kærlighed (som Forfatteren Gudmund Zadora; instruktør Hjalmar Davidsen, 1916) - En Skilsmisse (som Henry Hallèn, professor; instruktør Martinius Nielsen, 1916) | - Ene i Verden (instruktør A.W. Sandberg, 1916) - I Spionklør (som Richard, løjtnant; ukendt instruktør, 1917) - Fjeldpigen (som Bent, James Wallerys søn; instruktør Eduard Schnedler-Sørensen, 1917) - Naar Hjertet sælges (som Konrad Borg, plantefysiolog, dr. Phil; instruktør Martinius Nielsen, 1917) - Den sorte Kugle (som Robert Wiggin, ingeniører; instruktør Martinius Nielsen, 1917) - Mand mod Mand (som Steiner, bankier; instruktør Alexander Christian, 1917) - Mands Vilje (som Baron von Ritter, ingeniør; instruktør Robert Dinesen, 1918) - Solen, der dræbte (som R. van Elden, van Hujs' ven; instruktør Hjalmar Davidsen, 1918) - Pigen fra Klubben (instruktør Eduard Schnedler-Sørensen, 1918) - Hans Kæreste (som Franz Storm, kunstmaler; instruktør Hjalmar Davidsen, 1918) - Dykkerklokkens Hemmelighed (som Alf, professorens søn; instruktør George Schnéevoigt, 1918) - Lykken (som smed på fabrikken; instruktør Holger-Madsen, 1918) - Prøvens Dag (som Premièrløjtnant Jan Harding; instruktør Martinius Nielsen, 1918) - Grevindens Ære (instruktør August Blom, 1919) - En Kunstners Gennembrud (som Emanuel Restes; instruktør Holger-Madsen, 1919) - En Skuespillers Kærlighed (som Rudolf von Karger, arkæolog; instruktør Martinius Nielsen, 1920) - Prometheus I-II (som Trevor, Hogans ven; instruktør August Blom, 1921) |